# PanVietnam
PanVietnam là một hệ thống máy truy tìm dữ liệu toàn văn có hỗ trợ tiếng Việt, tương tự các hệ thống google.com, altavista.com...
Mục tiêu chính của hệ thống nhằm cung cấp máy truy tìm dữ liệu thông tin toàn văn có hỗ trợ tiếng Việt cho các hệ thống thông tin điện tử chuyên sâu như thư viện điện tử, thông tin trên đĩa CD-ROM, trong cơ sở dữ liệu hoặc một số hệ thống thông tin điện tử như báo điện tử...
Hệ thống được phát triển bởi Nguyễn Thế Vinh, Viện Công nghệ Thông tin, Viện Khoa học & Công nghệ Việt Nam.